# Lipovnik
Lipovnik es una localidad de Croacia en el municipio de Klenovnik, condado de Varaždin.

## Geografía
Se encuentra a una altitud de 237 m s. n. m. a 85,4 km de la capital nacional, Zagreb.

## Demografía
En el censo 2011, el total de población de la localidad fue de 373 habitantes.
| Gráfica de población de Lipovnik 1857-2011                          |
|                                                                     |
| Según los censos de población de la oficina estadística de Croacia. |